# Flutamida
La flutamida es el compuesto principal en medicamentos contra el cáncer de próstata. La flutamida pertenece a una clase de medicamentos conocidos como antiandrógenos. Estos medicamentos inhiben la actividad de la testosterona, la cual es una hormona que produce el cuerpo y es la principal causante del engrosamiento de la próstata.
Vendida bajo la marca Eulexin, entre otras, es un antiandrógeno no esteroide (NSAA) que se utiliza principalmente para tratar el cáncer de próstata. También se utiliza en el tratamiento de condiciones dependientes de los andrógenos como el acné, el crecimiento excesivo de vello y los altos niveles de andrógenos en las mujeres. Se toma por vía oral, generalmente tres veces al día.
La flutamida actúa como antagonista selectivo del receptor de andrógenos (AR), compitiendo con andrógenos como la testosterona y la dihidrotestosterona (DHT) para unirse a los AR en tejidos como la glándula prostática. Al hacerlo, previene sus efectos y evita que estimulen el crecimiento de las células cancerosas de la próstata. La flutamida es una pro-droga a una forma más activa. La flutamida y su forma activa permanecen en el cuerpo durante un tiempo relativamente corto, lo que hace necesario tomar la flutamida varias veces al día.
La flutamida se describió por primera vez en 1967 y se introdujo por primera vez para su uso médico en 1983, y se puso a disposición de los Estados Unidos en 1989. El medicamento ha sido sustituido en gran medida por NSAAs nuevos y mejorados, a saber, la bicalutamida y la enzalutamida, debido a su mayor eficacia, tolerabilidad, seguridad y frecuencia de dosificación (una vez al día), y en la actualidad se utiliza relativamente poco.

## Efectos secundarios
Los efectos secundarios en los hombres incluyen sensibilidad y agrandamiento de los senos, feminización, disfunción sexual y sofocos. Por el contrario, el medicamento tiene menos efectos secundarios y se tolera mejor en las mujeres, siendo el efecto secundario más común la piel seca. La diarrea y las enzimas hepáticas elevadas pueden ocurrir en ambos sexos. En raras ocasiones, la flutamida puede causar daño hepático, enfermedad pulmonar, sensibilidad a la luz, elevación de la metahemoglobina, elevación de la sulfhemoglobina y deficiencia de neutrófilos. Se han notificado numerosos casos de insuficiencia hepática y muerte, lo que ha limitado el uso de la flutamida.